# پوتسولو فورمیگارو
پوتسولو فورمیگارو (به ایتالیایی: Pozzolo Formigaro) یک کومونه در ایتالیا است که در استان آلساندریا واقع شده‌است.

## خصوصیات
پوتسولو فورمیگارو ۳۵٫۶ کیلومترمربع مساحت و ۴٬۷۹۳ نفر جمعیت دارد و ۱۷۱ متر بالاتر از سطح دریا واقع شده‌است.